# Orvault
Orvault (bretonisch Orvez) ist eine französische Gemeinde mit 28.341 Einwohnern (Stand 1. Januar 2022) im nordwestlichen Umland von Nantes im Département Loire-Atlantique in der Region Pays de la Loire. Die Einwohner von Orvault nennen sich Orvaltais.

## Bevölkerungsentwicklung
| Jahr                       | 1962 | 1968   | 1975   | 1982   | 1990   | 1999   | 2006   | 2017   |
| Einwohner                  | 6592 | 13.510 | 20.239 | 23.245 | 23.115 | 23.550 | 24.218 | 26-355 |
| Quellen: Cassini und INSEE |      |        |        |        |        |        |        |        |

## Sehenswürdigkeiten

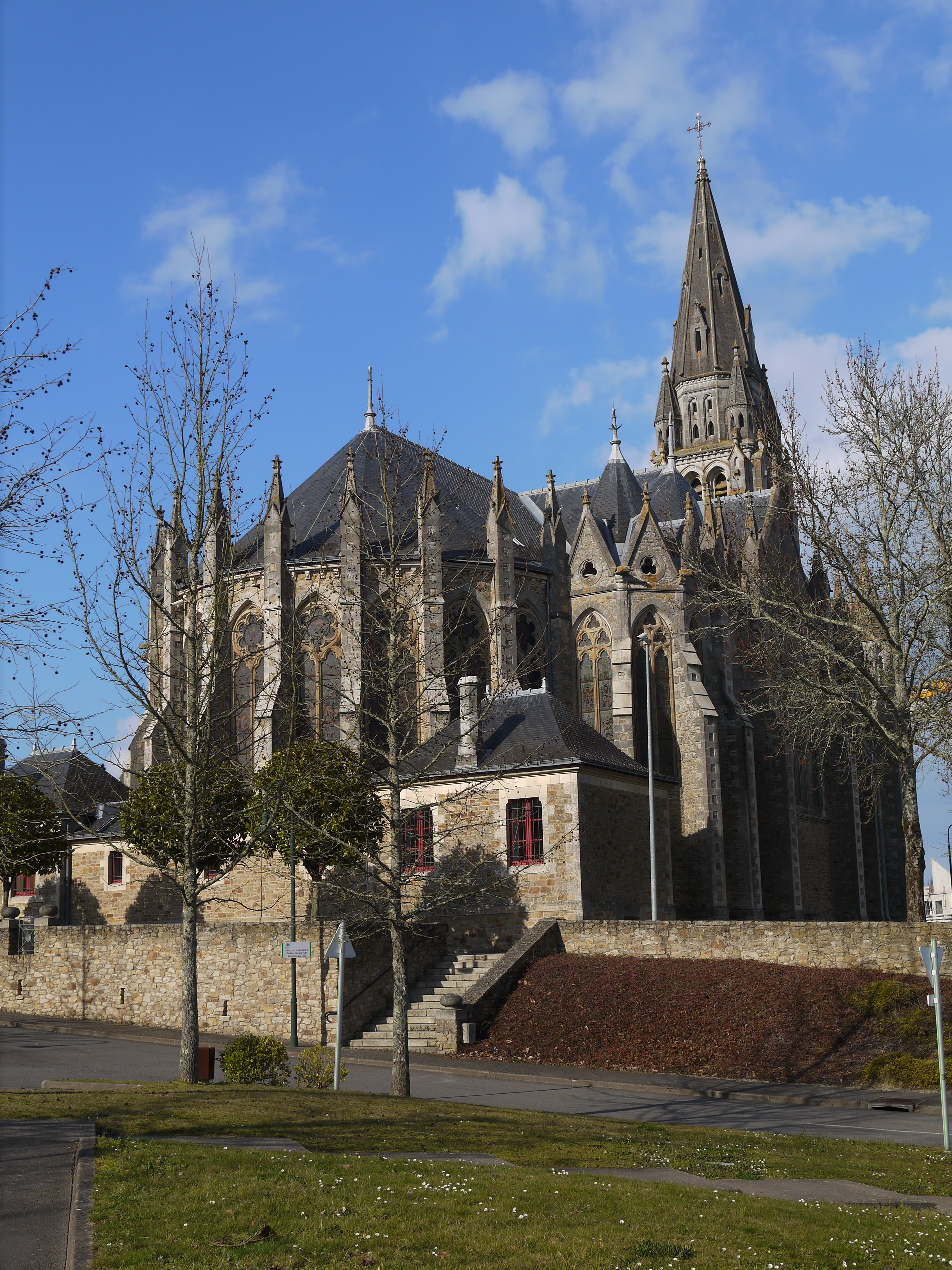
Kirche Saint Léger
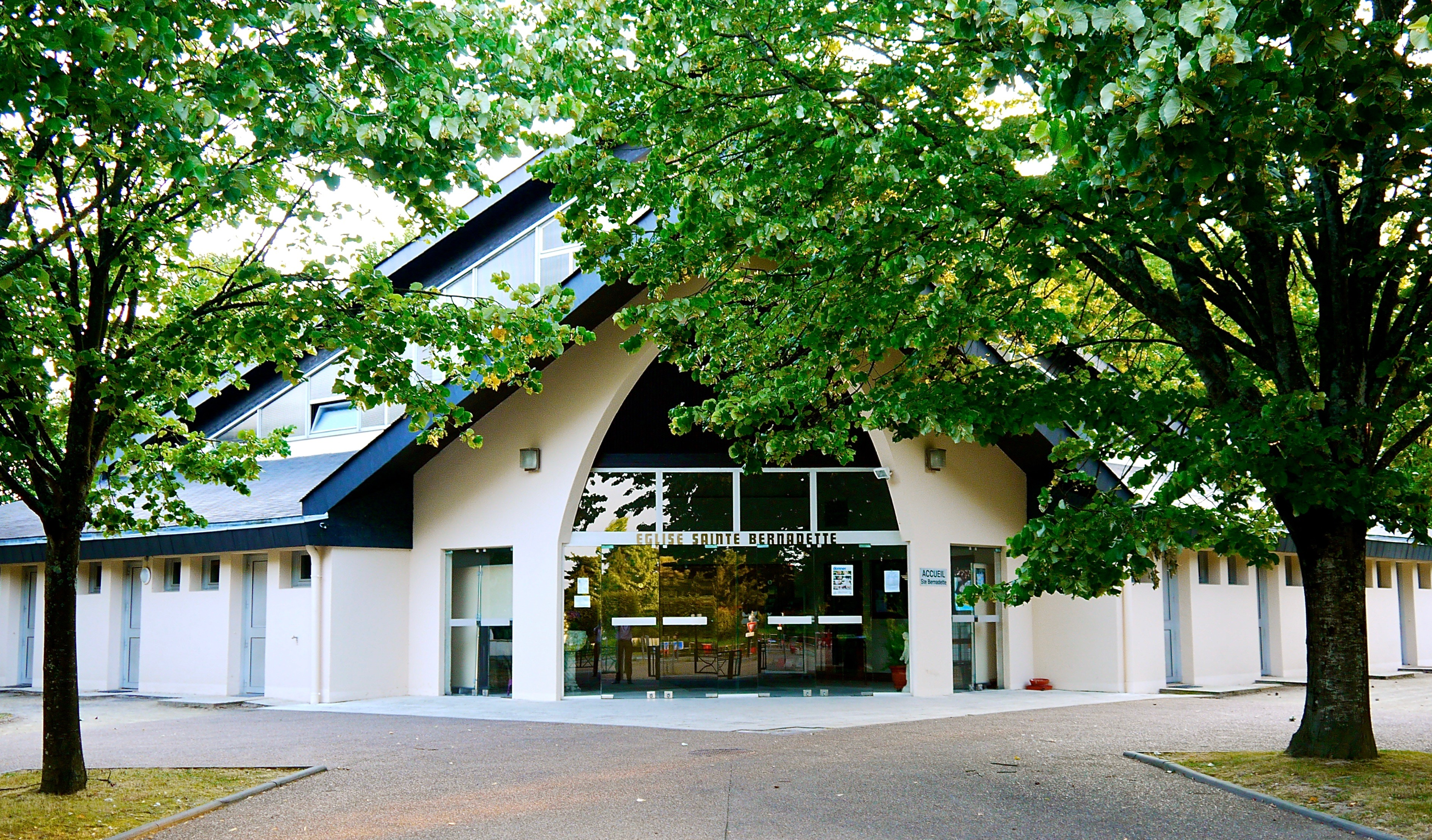
Kirche Sainte-Bernardette
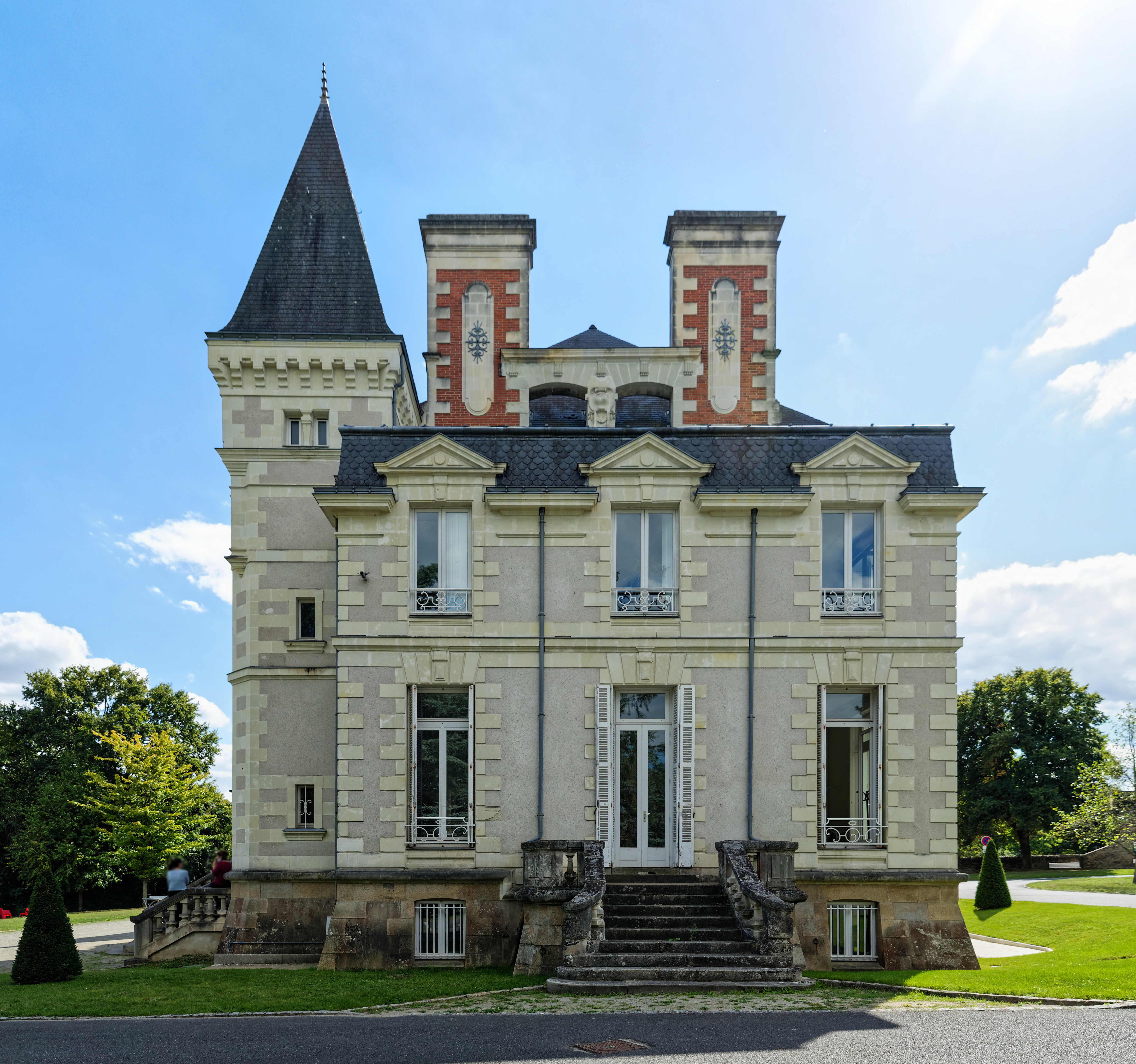
Château de la Gobinière
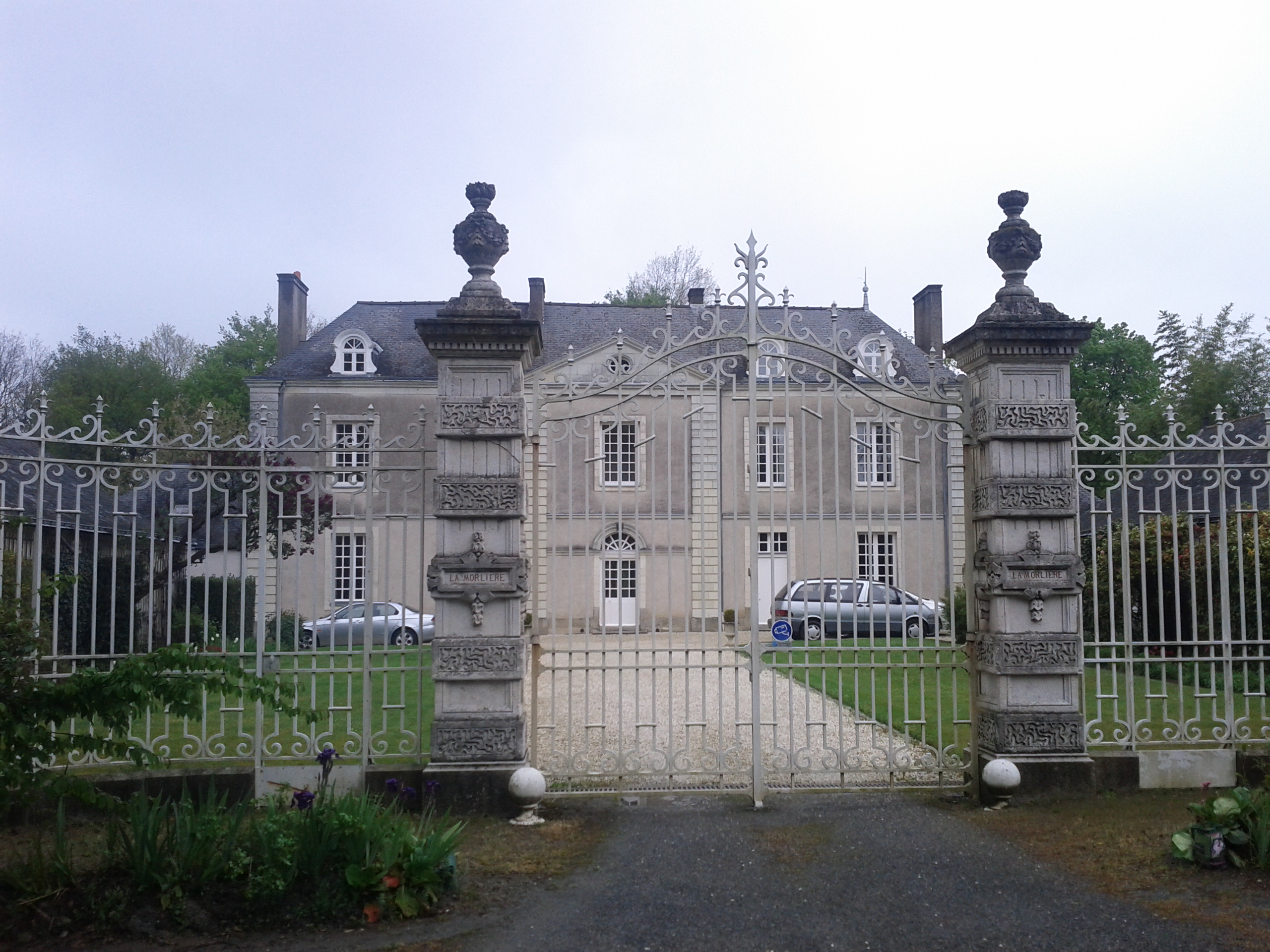
Château de la Morlière

- Kirche Saint Léger
- Kirche Sainte-Bernardette
- Château de la Gobinière
- Château de la Morlière

## Städtepartnerschaften
Die Stadt Orvault ist partnerschaftlich verbunden mit:
- Tredegar in Wales (Großbritannien) seit 1979
- Heusweiler im Saarland (Deutschland) seit 1988

Freundschaftsverträge bestehen mit:
- Kindia (Guinea)
- Târgoviște (Rumänien)
- Sô-Ava (Benin)